# Teofil Dragoș
Teofil Dragoș (n. Hideaga, Maramureș – d. 1934, Hideaga, Maramureș) a fost delegat la Marea Adunare Națională de la Alba Iulia din 1 decembrie 1918.

## Date biografice
A fost președinte al Instiutului de Credit și Economii „Aurora” din Baia Mare. A fost membru al P.N.R. și al Astri. În 12 noiembrie 1918 a înființat Consiliul Național Român din Baia Mare, fiind și președintele acestuia. După 1918 și-a reluat profesia de avocat, iar în diverse perioade a fost prefect al județului și deputat în Parlamentul țării, aducându-și contribuția la dezvoltarea economică, socială și culturală a zonei.